# Hammad ibn Buluggin
Hammad ibn Buluggin, Hammad ibn Bologgin (?  – zm. 1028) – pierwszy władca z dynastii Hammadydów w Algierii w latach 1007–1028.
Po śmierci ojca Buluggina ibn Ziriego, głową dynastii Zirydów w Ifrikiji został brat Hammada al-Mansur ibn Buluggin (984–995). Uczynił on Hammada namiestnikiem środkowego Maghrebu (Algierii). Hammad stanął do walki z plemionami Zenata i ostatecznie wyparł je do Maroka. W 1007 Hammad założył rezydencję al-Kala (Forteca) w górach Hodna w Dżebel Maadid na zachód od Setif i rozpoczął szeroki program budowlany, który zawierał budowę pałaców i meczetów, żeby stały się najsławniejsze wśród współczesnych.
Hammad jako zwycięzca w walce z plemionami zenatyjskimi zyskał większe wpływy na zachodzie państwa Zirydów. W 1014 zbuntował się przeciwko następcy Mansura, swemu bratankowi Badisowi (995–1016) i ogłosił niezależność od Zirydów. Dokonał masakry szyitów i uznał Abbasydów z Bagdadu za prawowitych kalifów (zamiast Fatymidów z Egiptu, na rzecz których rządzili Zirydzi). Początkowo wybuchł konflikt z Zirydami, którzy jednak w 1016 po śmierci Badisa zostali zmuszeni do zakończenia walk i zawieszenia broni, a w 1018 uznali niezależność Hammadydów.
Następcą Hammada został Kaid ibn Hammad (1028–1045), pod którego władzą ponownie nawiązano stosunki z Fatymidami.